# Hedge fond
Hedge fond (anglicky hedge fund, překládáno též jako hedgeový fond či hedgingový fond) je speciální investiční fond, který téměř nepodléhá regulaci. Jde o vysoce rizikovou investici, která může přinést vysoký výnos, ale také vysokou ztrátu. Snaží se o absolutní výnos nezávislý na obecném ekonomickém vývoji a vývoji kapitálových trhů. Slovo "hedged" znamená v tomto kontextu "zajištěný" (doslova "oplocený") a účelem hedge fondů je investované bohatství zajistit proti tomu, aby ztratilo na hodnotě při poklesu či dokonce kolapsu trhu. Poplatky za správu hedge fondu jsou však vyšší než u klasického fondu a také transparentnost je nižší. Hedge fondy používají různé strategie, jako např. krátký prodej či finanční pákový efekt. Jsou vhodné především pro kvalifikované investory (obecně investory s vyšším jměním, kteří mají zkušenosti s rizikovějšími strategiemi).
U hedge fondu velmi závisí na správci fondu a na strategii, kterou zvolí. Hedge fondy netvoří homogenní skupinu, některé mohou vydělávat a některé prodělávat. Mezi různými správci jsou významné rozdíly. Proto bylo ve většině zemí investování do hedge fondů povoleno pouze kvalifikovaným investorům. V poslední době ale hedge fondy pronikají i do široké investorské společnosti.
Správci hedge fondů využívají téměř všechny instrumenty finančního a komoditního trhu jako např. akcie, dluhopisy, komodity či nástroje peněžního trhu. S těmito instrumenty pak investují po téměř celém světě. Dále využívají typy obchodů short, long a investice na páku.

## Historie
Založení prvního hedge fondu je připisováno Američanu Alfredu W. Jonesovi v roce 1949. Podstatou jeho investiční strategie bylo zajištění proti ztrátě. Jones měl ve svém portfoliu dva druhy instrumentů. Řídil se tím, že akcie u kterých očekával růst, měl nakoupeny do dlouhých pozic a u akcií, které považoval za slabší než trh vstoupil do krátkých pozic. Jeho portfolio bylo tedy zabezpečeno tak, že pokud celý trh rostl, ztráta z krátkých pozic byla anulována akciemi z dlouhých pozic a opačně. U dnešních hedge fondů však není toto zajištění proti ztrátě vždy pravidlem.

## Současnost
Ačkoliv je název hedge fondu odvozen od zajištěného fondu popsaného výše, současný význam je zcela odlišný. Hedge fondy sice využívají podobných instrumentů, avšak bez podkladové pozice, kterou by zajišťovaly. Hedge fondy otevírají především spekulativní pozice, nejlépe s pákovým efektem. Ze zajištěných fondů se tedy přešlo naopak k fondům velmi rizikovým a překlad fondu jako zajištěný nemá již se skutečností mnoho společného.

## Struktura hedge fondu
Hedge fond je nástroj, jak investovat peníze investorů. Fond sám o sobě nemá žádné zaměstnance a nemá žádná jiná aktiva než investované portfolio a peníze v hotovosti. Portfolio je spravováno investičním manažerem, který vede obchody a je zaměstnán, stejně jako další pracovníci, které má pod sebou, u investiční společnosti spravující fond.
Mezi nejzákladnější patří:
- Prime broker - zajišťuje hlavní makléřské služby jako půjčování peněz, zajišťuje protistranu u derivátových obchodů, půjčuje akcie za účelem prodeje nakrátko, zúčtování a vypořádání. Prime brokeři jsou obvykle součástí velkých investičních bank.
- Administrator - se zabývá úroky a akciemi, vypočítává čistou hodnotu aktiv fondu a zastává příbuzné kancelářské funkce. V USA většinou některé části této funkce zastává investiční manažer, mimo USA regulace často vyžaduje, aby tato funkce byla vykonávána třetí stranou.
- Distributor - je zodpovědný za marketing fondu pro potenciální investory. Většinou tuto roli zastává investiční manažer.

## Právní struktura
Právní struktura specifického hedge fondu, zejména jeho bydliště a typ právního subjektu je většinou stanovena podle daňového prostředí předpokládaných investorů. Regulace také hrají určitou roli. Mnoho hedge fondů je založeno jako tzv. offshore společnosti, aby se mohli vyhnout platbě daní při zvýšení hodnoty svého portfolia. Investor však stále bude platit daň ze zisku, který získá, když realizuje danou investici a investiční manažer bude platit daň z poplatků, které obdrží za spravování fondu.
Na konci roku 2008 byla více než polovina hedge fondů registrována jako offshore společnosti. Nejpopulárnější lokace jsou Kajmanské ostrovy, Britské panenské ostrovy a Bermudy. Na rozdíl od samotných fondů, investiční manažeři mají sídlo ve finančních centrech, aby mohli využívat finančních styků a byli blízko investorům. V USA je to především New York a Connecticut, v Evropě je většina investičních manažerů v Londýně.

## Základní investiční strategie
- Convertible arbitrage – Tato strategie se snaží vydělat na případných cenových neefektivnostech při tržním ocenění různých cenných papírů stejné společnosti.
- Distressed securities – hedge fondy, které se řídí touto strategií nakupují akcie společnosti v době, kdy je společnost podhodnocena a je kolem ní záplava negativních informací s cílem akcie prodat později, až cena stoupne. Druhou možností této strategie je prodej akcií nakrátko společností, u kterých správce hedge fondu očekává negativní vývoj.
- Long/short equity, equity hedge – portfolio manažer nakupuje akcie jak do dlouhých, tak do krátkých pozic a jejich poměr průběžně koriguje podle toho, jaký předpokládá na trhu vývoj.
- Equity market neutral – velmi podobné jako předchozí strategie, ale poměr mezi long a short akciemi je udržován konstantně na 50:50.
- Event driven – při této strategii využívá hedge fond tržních událostí spojených s životním cyklem akciových společností. Hedge fond se snaží využít těchto událostí k nákupu či prodeji akcií v nejvhodnějším okamžiku. Události, na které hedge fond reaguje mohou být např. změna vedení, oznámení výsledku hospodaření, akvizice, změna vlastníků, restrukturalizace či změna legislativy.
- Merger arbitrage – strategie, která je oproti předchozí zaměřená hlavně na arbitrážní příležitosti spojené s fúzemi, akvizicemi a nepřátelskými převzetími. Portfolio manažer nakupuje akcie společností, jak do dlouhých, tak do krátkých pozic, podle očekávaného vývoje.
- Global macro – tato strategie dává portfolio manažerům největší volnost. Portfolio manažer se snaží na základě politických událostí nebo makroekonomických údajů jako např. měnových kurzů, komodit a úrokových sazeb odhadnout budoucí vývoj cenných papírů.
- Relative value arbitrage – tato strategie klade důraz na fundamentální analýzu. Portfolio manažer si pomocí fundamentální analýzy ocení vnitřní hodnoty (ceny, které by podle něj akcie měly mít) zvažovaných společností a pokud je akcie podceněná, tak nakupuje a opačně.

## Poplatky
Jak už bylo uvedeno, poplatky hedge fondů patří mezi fondy k nejvyšším. Hedge fondy si účtují jak za správu, tak za podíl na výnosech. Za správu si většinou účtují kolem 1 až 3 %. Poplatek za podíl na výnosech se pohybuje v rozmezí 10 až 20 %. Záleží především na správci fondu a jestli se jedná o jednotlivý fond nebo o koš fondů.